# Daures (Wahlkreis)
Daures, eigentlich Dâures (Khoekhoegowab für und früher Brandberg), ist ein Wahlkreis in der Region Erongo im Westen Namibias. Verwaltungssitz ist Uis.
Der Kreis umfasst neben den Siedlungen Okombahe und Uis auch die Ansiedlungen Grootspitzkop, Otjohorongo, Omatjete und Tubusis. Er hat 14.600 Einwohner (Stand 2023) auf einer Fläche von 17.787 Quadratkilometer. Er bezieht seinen früheren Namen von dem im Landkreis liegenden Brandbergmassiv, dem mit 2579 Metern Höhe höchsten Gebirge in Namibia. In Daures befindet sich außerdem der Inselberg Spitzkoppe.
Wichtige wirtschaftliche Entwicklung im Wahlkreis ist das Daures Green Hydron Village, das erste nachhaltige Besiedlungs- und Landwirtschaftsprojekt, das auf grünem Wasserstoff basieren soll. Die erste Ammoniak-Gewinnung im ersten Quartal 2025 stattfinden.

## Wahlen
| Wahl | Name (Sieger)          | Partei | Stimmenanteil |
| ---- | ---------------------- | ------ | ------------- |
| 1992 | Abed Ganaseb           | UDF    | 41,6 %        |
| 1998 | Apius ǃAuchabKlicklaut | UDF    | 62,1 %        |
| 2004 | Apius ǃAuchab          | UDF    | 54,6 %        |
| 2010 | Erenst Katjiku         | SWAPO  | 45,3 %        |
| 2015 | Joram !Haoseb          | UDF    | 42,7 %        |
| 2020 | Joram !Haoseb          | UDF    | 38,9 %        |